# Anton Geesink
Antonius Johannes „Anton“ Geesink (* 6. April 1934 in Utrecht; † 27. August 2010 ebenda) war ein niederländischer Judoka und einer der wenigen nicht-japanischen Träger des zehnten Dan (Jūdan). Zudem war Geesink kurzzeitig auch als Filmschauspieler und Wrestler tätig.

## Karriere

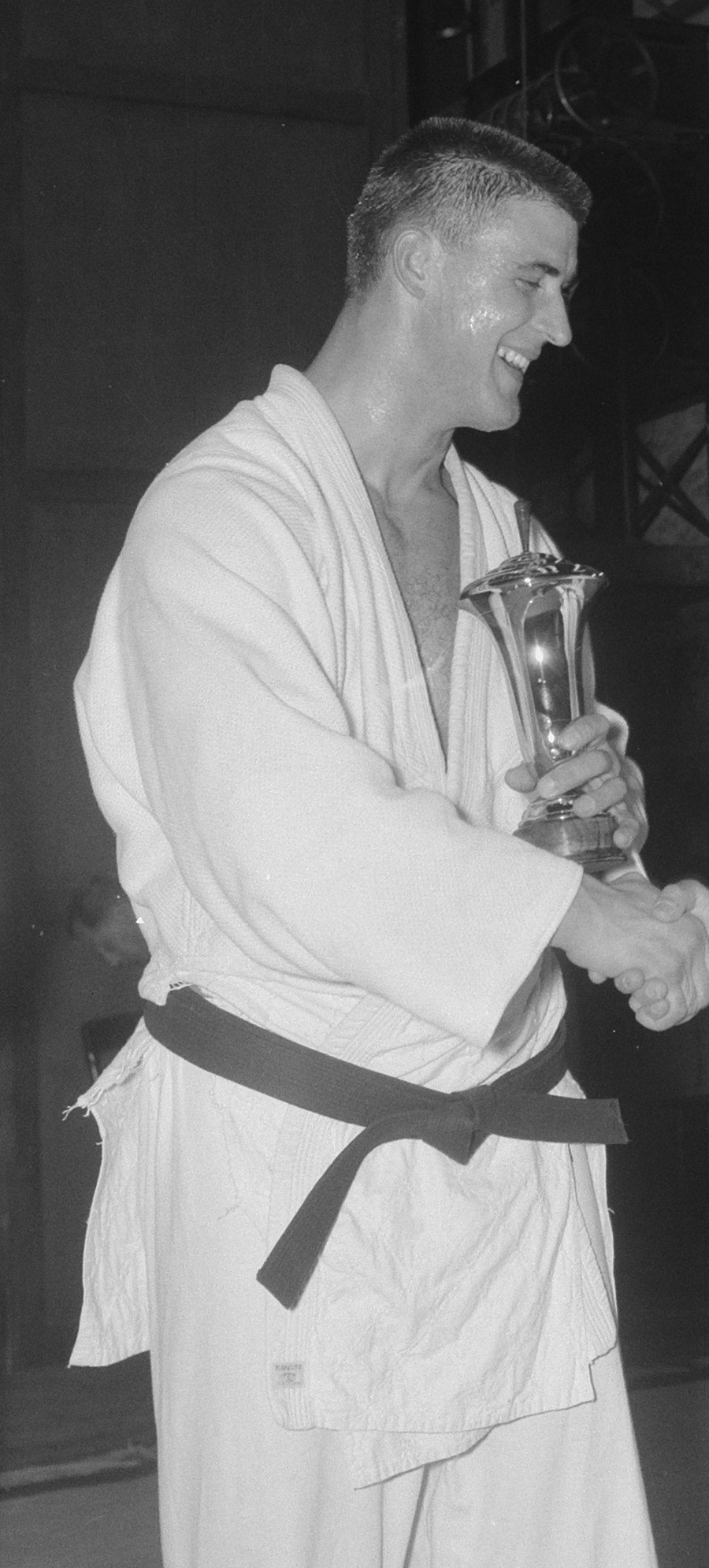
Anton Geesink (1961)

Der damals 1,98 m große und 130 kg schwere Anton Geesink war 1961 der erste Weltmeister im Judo, der nicht aus Japan stammte. Den besonderen Unmut der Japaner erregte er bei den Olympischen Spielen 1964 in Tokio, bei denen Judo erstmals olympische Sportart war, als er die Goldmedaille in der offenen Gewichtsklasse gegen Akio Kaminaga gewann. Zu seinen weiteren Erfolgen zählen Weltmeistertitel 1961 und 1965 sowie 20 Titel als Europameister, in der Offenen Klasse 1953, 1954, 1957 bis 1960, 1962 bis 1964 und 1967 sowie in der Klasse über 93 Kilogramm 1962, 1963 und 1964.
Er versuchte sich auch als Ringer und konnte bei den Ringer-Weltmeisterschaften 1958 im griechisch-römischen Stil den sechsten Platz in der Gewichtsklasse über 87 kg belegen.
Seit seinem Abtritt als aktiver Sportler 1967 betrieb Geesink mehrere Judoschulen in den Niederlanden und wurde 1987 Mitglied des NOK in den Niederlanden und des IOK.
Anton Geesink lebte bis zu seinem Tod in seiner Geburtsstadt Utrecht, in der nach ihm benannten Straße im Stadtteil Ondiep.
Anton Geesink starb am 27. August 2010 in seinem Wohnort im Alter von 76 Jahren.

## Schauspieler

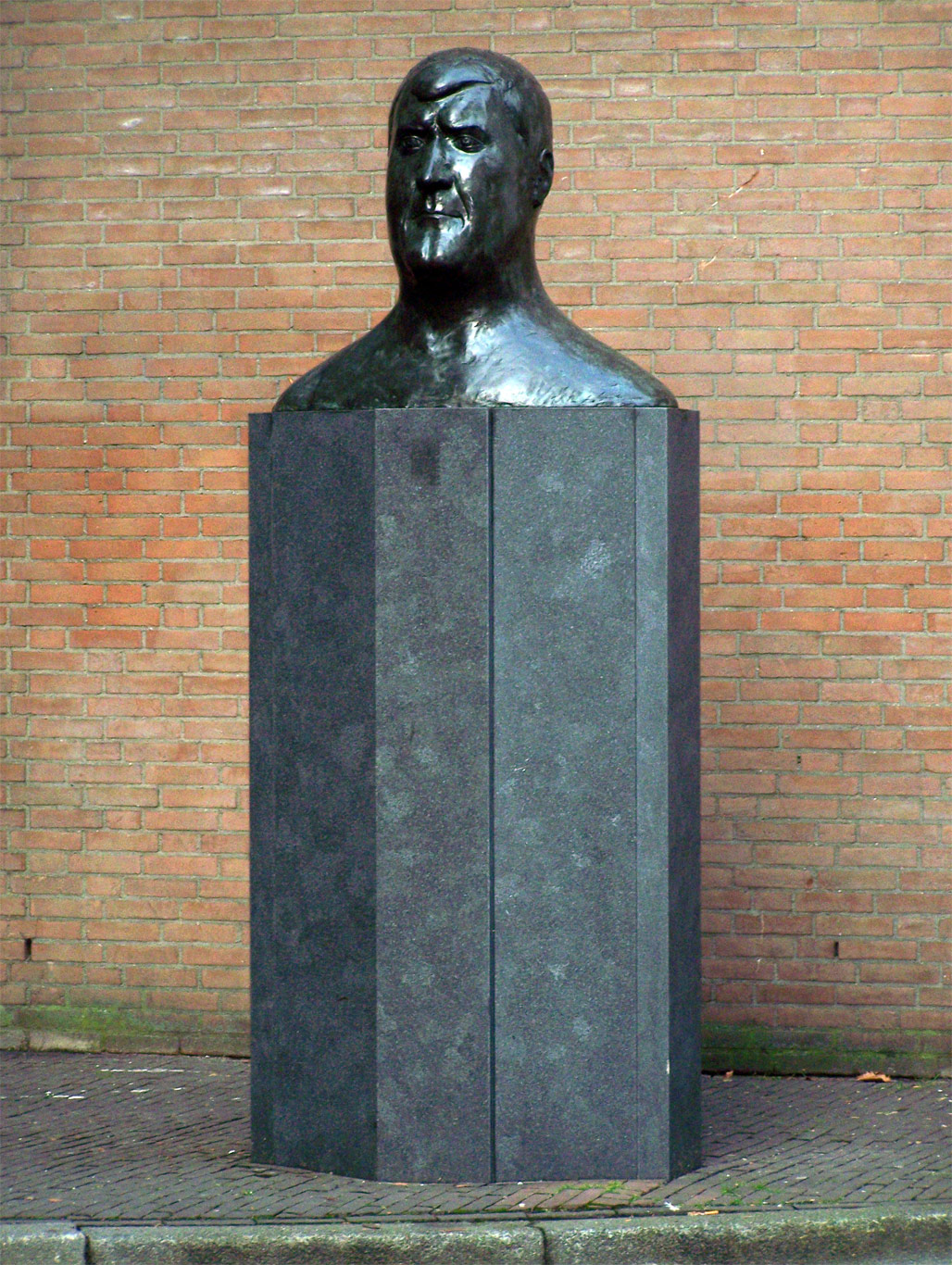
Büste von Anton Geesink in Utrecht

Anton Geesink stand in den 1960er bzw. 1970er Jahren auch als Schauspieler vor der Kamera, wenngleich nur in zwei Spielfilmen und als Darsteller in einer Miniserie. Seine bekannteste Rolle war die des biblischen Richters Samson im 1965 produzierten Monumentalfilm Gideon und Samson.

## Wrestler
Anfang der 1970er Jahre trat Geesink nach einer Ausbildung durch Dory Funk, Jr. auch als Wrestler auf. Neben Auftritten für All Japan Pro Wrestling trat er auch in seinem Heimatland auf.

## Ehrungen
Geesink erhielt den japanischen Orden des Heiligen Schatzes mit goldenen Strahlen.
In Utrecht wurde 1966 die Anton-Geesinkstraat nach ihm benannt.